# Басарбово
Басарбово (болг. Басарбово) — село в Болгарии. Находится в Русенской области, входит в общину Русе. Население составляет 1302 человека.

## Политическая ситуация
В местном кметстве Басарбово, в состав которого входит Басарбово, должность кмета (старосты) исполняет Николай Стефанов Колев (Земледельческий народный союз (ЗНС)) по результатам выборов.
Кмет (мэр) общины Русе — Божидар Иванов Йотов (инициативный комитет) по результатам выборов.

## Знаменитый уроженец
Волкан Семёнович Горанов -(настоящие фамилия и имя Захариев Захари Симеонов, 1904—1987) — болгарский летчик и военачальник, находившийся на службе в Советской армии в годах 1929—1944, генерал-полковник.